# Прапор Бібрки
Прапор Бібрки — полотнище прямокутної форми, що зображує певну комбінацію кольорів та символів та використовується для ідентифікації міста Бібрка.

## Сучасний прапор Бібрки
Розмір прапора — 75х150 см. Він виготовлений з тканини п'яти кольорів: малинового, синього, жовтого, зеленого та білого. Малиновий колір заповнює верхню частину прапора шириною 12 см. Це символ давньої, історичної боротьби за незалежність галицького краю. Нижче розміщені дві смуги — синя і жовта, по 3 см кожна, що символізують кольори нації. Далі — зелений колір шириною 20 см. Під ним йде біла хвиляста лінія шириною 2 см. Це символ річки Боберки, над якою жили бобри. Завершує прапор нижня, синя частина шириною 30 см.
У центральній частині прапора нашито головний геральдичний елемент з герба міста — щит із бобром. Висота його 60 см, ширина — 50 см. Щит синього поля обрамлений золотою лінією по обводу. Бобер сидить на задніх лапах, а в передніх тримає гілку з листочками. Він повернутий з ліва направо. Бобер і гілка змальовані в жовто-золотистих кольорах. Нашивка щита з бобром зроблена на двох сторонах прапора.